# Valeria Sarmiento

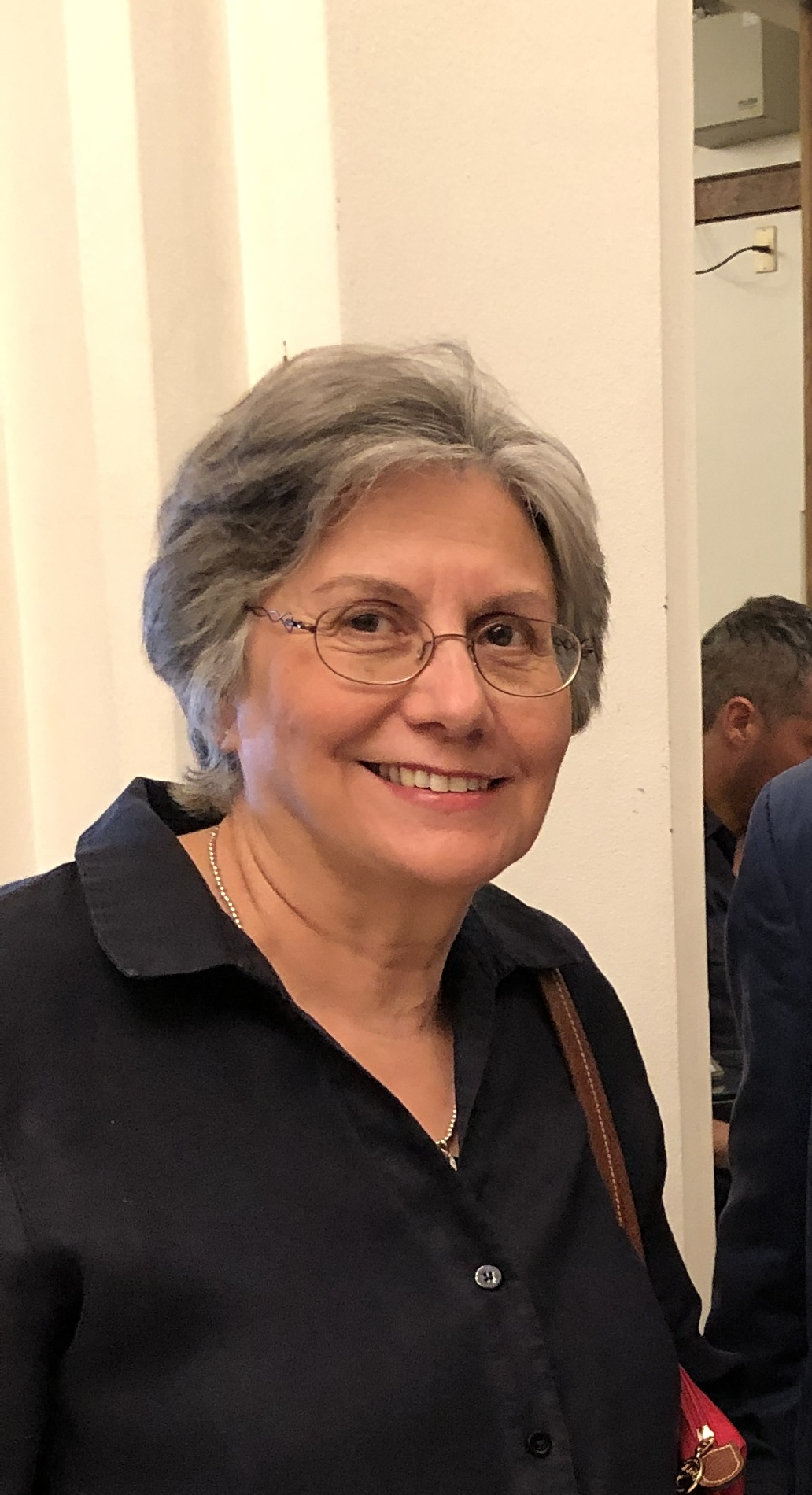
Valeria Sarmiento (2019)

Valeria Sarmiento (* 1948 in Valparaíso) ist eine chilenische Filmregisseurin und Filmeditorin.

## Leben
Sie studierte Film an der Universidad de Chile und heiratete 1969 den Regisseur Raúl Ruiz. Nach dem Putsch in Chile 1973 verließ das Paar Chile und ging nach Paris. Sarmiento drehte eigene Filme und schnitt eine Vielzahl Werke ihres Mannes. Sie war bei etwa zwei Dritteln seiner Filme die Editorin.
1984 gewann sie mit ihrem Film Notre mariage beim Filmfestival San Sebastian den Preis als beste Nachwuchsregisseurin. Auch mit einer Reihe weiterer Filme war sie bei verschiedenen Filmfestivals nominiert, etwa mit Amelia Lópes O'Neill bei der Berlinale 1991.
Sie übernahm 2010 den Schnitt für Die Geheimnisse von Lissabon, einem Kinofilm und einem gleichnamigen, 4½ Stunden langen Fernseh-Mehrteiler ihres Mannes, nach einem Roman des portugiesischen Schriftstellers Camilo Castelo Branco (1825–1890). Nach dem Tod ihres Mannes 2011 führte Sarmiento Regie bei dem von ihm geplanten Filmprojekt Lines of Wellington – Sturm über Portugal (portugiesischer Originaltitel: Linhas de Wellington). Das von Paulo Branco produzierte Werk basiert auf der Geschichte der Linien von Torres Vedras, einer Kette von Festungen, die General Wellington gegen die Napoleonischen Invasionen Anfang des 19. Jahrhunderts in Portugal errichten ließ. Der Film hatte am 4. Oktober 2012 in Portugal Premiere und wurde Sarmientos kommerziell erfolgreichster Film. Das Werk wurde auch in einer Version als TV-Mehrteiler gezeigt, unter anderem in deutschsprachiger Fassung bei arte. Der Film erschien in verschiedenen Ländern als DVD, und gewann verschiedene Preise, darunter den portugiesischen Globo de Ouro. Er war unter anderem auch für einen Goldenen Löwen bei den Filmfestspielen von Venedig nominiert.

## Filmografie
| - 1972: Un sueño como de colores (Kurzfilm, Dok.) - 1972: Poesía popular: La teoría y la práctica (Kurzfilm) - 1972: Los minuteros (Kurzfilm, auch Drehbuch) - 1973: Nueva Canción Chilena (Kurzfilm, Dok., auch Drehbuch) - 1979: Le mal du pays (Kurzfilm, Dok.) - 1979: Gens de nulle part, gens de toutes parts (auch Drehbuch) - 1982: El hombre cuando es hombre (Dok., auch Drehbuch) - 1984: Notre mariage (auch Drehbuch) - 1991: Amelia Lópes O'Neill (auch Drehbuch) - 1992: Latin Women Beat in California (TV-Dok.) - 1992: El planeta de los niños (TV-Dok.) - 1995: Elle (auch Drehbuch) - 1998: Carlos Fuentes: Un voyage dans le temps (TV-Dok.) - 1998: L'inconnu de Strasbourg (auch Drehbuch) - 1999: Mon premier french cancan (TV-Dok.) - 2002: Rosa la China (auch Drehbuch) - 2004: Au Louvre avec Miguel Barceló (TV-Dok.) - 2008: Secretos (auch Drehbuch) - 2012: Lines of Wellington – Sturm über Portugal (auch TV-Mehrteiler) - 2013: Diario de mi residencia en Chile: María Graham (TV-Serie) | - 1974: Die Enteignung (R: Raúl Ruiz) - 1975: Les transplantés (R: Percy Matas) - 1975: Diálogos de exiliados (R: Raúl Ruiz) - 1976: Mensch verstreut und Welt verkehrt (R: Raúl Ruiz) - 1979: Entstehung einer Mahlzeit (R: Luc Moullet) - 1980: Guns (R: Robert Kramer) - 1983: Les minutes d'un faiseur de film (Kurzfilm, R: Luc Moullet) - 1988: Brise-glace (R: Jean Rouch, Raúl Ruiz, Titte Törnroth) - 1997: Genealogien eines Verbrechens (R: Raúl Ruiz) - 2001: Die starken Seelen (R: Raúl Ruiz) - 2006: Klimt (R: Raúl Ruiz) - 2010: A Closed Book (R: Raúl Ruiz) - 2010: Die Geheimnisse von Lissabon (Kinofilm und TV-Mehrteiler, R: Raúl Ruiz) - 2012: La noche de enfrente (Ruiz´ letzter Film) - 2012: Lines of Wellington – Sturm über Portugal (Kinofilm und TV-Mehrteiler, auch Regie) |